# La Roche-Maurice
La Roche-Maurice település Franciaországban, Finistère megyében. Lakosainak száma 1865 fő (2022. január 1.). La Roche-Maurice Lanneuffret, La Martyre, Bodilis, Pencran, Ploudiry, Plouédern, Plounéventer és Saint-Servais községekkel határos.

## Népesség
A település népességének változása:
| Lakosok száma | 1225 | 1401 | 1603 | 1851 | 1929 | 1882 | 1807 | 1814 | 1810 | 1865 |
|               | 1968 | 1982 | 1990 | 2006 | 2013 | 2015 | 2017 | 2019 | 2020 | 2022 |